# Manu
Manu je v sanskrtski izraz, ki pomeni človek.
Manu je v hinduizmu prvi človek  zakonodajalec, Vivasvatov sin ter Jamov brat. Pred vesoljnim potopom ga je rešila riba Matsja, ki je njegovo ladjo, ko je vodovje pričelo naraščati odvlekla na neko goro.
Manujev zakonik je postal temelj družbenega življenja hindujcev.